# Харбас
Харбас (в верховьях — Ингушли, Артыкчал) — река в России, протекает в Зольском районе Кабардино-Балкарской республики. Длина реки составляет 23 км, площадь водосборного бассейна 134 км².
Начинается при слиянии нескольких ручьёв, стекающих с гор Кызылкол и Ташлысырт. Сначала течёт на восток, потом поворачивает на север и сохраняет это направление до устья, лишь в низовьях отклоняясь к востоку. Ущелье реки в низовьях поросло берёзово-сосновым лесом. Устье реки находится в 181 км по левому берегу реки Малка.
Основной приток — река Уллукол — впадает слева.

## Данные водного реестра
По данным государственного водного реестра России относится к Западно-Каспийскому бассейновому округу, водохозяйственный участок реки — Малка от истока до Кура-Марьинского канала. Речной бассейн реки — Реки бассейна Каспийского моря междуречья Терека и Волги.
Код объекта в государственном водном реестре — 07020000512108200004149.